# 瓦伦丁娜·沃尔兰
瓦伦丁娜·沃尔兰（羅馬尼亞語：Valentina Vîrlan，20世纪—），罗马尼亚女子赛艇运动员。她曾代表罗马尼亚参加世界赛艇锦标赛，获得二枚金牌，其中一枚来自女子四人单桨有舵手项目，另一枚来自女子八人单桨有舵手项目。